# I’m the Greatest
I’m the Greatest ist ein Lied des britischen Musikers John Lennon, das im November 1973 als Eröffnungstrack des Albums Ringo von Ringo Starr veröffentlicht wurde. Da, neben Ringo Starr, noch John Lennon und George Harrison bei der Aufnahme mitwirkten, ist es das erste Mal, dass drei ehemalige Beatles seit der offiziellen Auflösung der Band im Jahr 1970 ein Lied zusammen aufgenommen haben. Damit fehlte nur Paul McCartney zu einer Beatles-Reunion.

## Entstehung
Lennon nahm Ende 1970 ein Home-Demo mit zwei Takes von I’m the Greatest auf, nachdem sein Album John Lennon/Plastic Ono Band fertiggestellt worden war. Die Aufnahmen von 1970 zeigen, wie Lennon den Song ursprünglich mit seiner Klavierbegleitung konzipierte. Zu diesem Zeitpunkt war der Text weitgehend noch unfertig.
Im Februar 1971, während der Session zu Power To The People, nahm Lennon den Song zum ersten Mal im Studio auf, diesmal mit den Begleitmusikern Klaus Voormann am Bass und Jim Gordon am Schlagzeug. Obwohl er später behauptete, er habe nie daran gedacht, seine eigene Version aufzunehmen, enthielt diese Studioaufnahme die Zeile „Yoko sagte mir, ich sei großartig.“ Es ist spekulativ, ob John Lennon plante das Lied für sein kommendes Album Imagine zu verwenden, da eine weitere Aufnahme für das Album nicht mehr erfolgte.
Anfang 1973 wurde Lennon von Ringo Starr eingeladen, in das Sunset Sound Recorders Studio in Los Angeles zu kommen, um zu dem Album Ringo, seinem dritten Studioalbum, musikalisch etwas beizutragen. Starr hatte Anfragen an jeden der ehemaligen Beatles für neues Material geschickt, und so verwendete Lennon seine Komposition I’m the Greatest. Er schrieb mit seiner Frau Yoko Ono einige der Zeilen um, damit sie zu Starr passten, und half bei der Produktion der Aufnahme.
George Harrison war ebenfalls in Los Angeles und hatte ein Treffen mit Lennon arrangiert, um die geplante Veröffentlichung der Beatles-Kompilationsalben 1962–1966 und 1967–1970 zu besprechen. Lennon lud ihn ins Studio ein und so kam am 13. März 1973 die Aufnahme einer Beatles-Reunion am nächsten.
Am Klavier leitete Lennon eine Version mit Starr am Schlagzeug, Harrison an der Leadgitarre und Klaus Voormann am Bass. Sie nahmen 12 Takes auf, von denen vier komplett eingespielt waren, mit Lennon als Sänger. Einer dieser Studio-Outtakes wurde 1998 in leicht bearbeiteter Form auf dem Kompilationsalbum John Lennon Anthology veröffentlicht.
Einer der vier vollständigen Aufnahmetakes bildete dann die Grundlage für die Albumversion, die anschließend um den Gesang von Ringo Starr, den Hintergrundgesang, die weitere Leadgitarre von George Harrison und einen Orgelpart von Billy Preston ergänzt wurde. Der Gesangspart von John Lennon wurde teilweise als Hintergrundgesang belassen. I’m the Greatest wurde von Richard Perry produziert, der auch Sgt. Pepper-artige Publikumsgeräuscheffekte um die Zeile „Yes my name is Billy Shears“ sowie weitere Publikumsgeräusche an weiteren Stellen des Liedes hinzufügte. Der Name Billy Shears ist ein Pseudonym für Ringo Starr im Lied With a Little Help from My Friends. In dem Text des Liedes ist ein Hinweis auf Starrs Alter Anfang 1973: „Now I'm only thirty-two / And all I want to do, is Boogaloo ...“ Das Wort Boogaloo war ein Lieblingsausdruck von Marc Bolan, dessen Verwendung des Begriffs Starr 1971 dazu inspiriert hatte, das Lied Back Off Boogaloo zu schreiben.
Die Session zu I’m the Greatest war das erste Mal, dass drei ehemalige Mitglieder der Beatles seit der Auflösung der Band zusammen aufgenommen hatten.
Am 17. März 1973 wurde die Aufnahmesession im britischen Melody Maker mit der Schlagzeile Beatles To Record Again! erwähnt. Richard Perry sagte zur Aufnahme: „Jeder im Raum glänzte einfach... es ist so ein universeller Glanz mit den Beatles.“ Klaus Voormann und Billy Preston konnten hingegen an der Aufnahmesession nichts Ungewöhnliches finden.
In einem Interview vom September 1980 sagte Lennon, dass Harrison und Preston ihn während der Aufnahmen baten, eine neue Band zu gründen, er dies aber ablehnte, da er nicht in einer rein männlichen Musikgruppe sein wollte.
John Lennon sagte 1980 im Nachhinein über das Lied: „Es ist ein Muhammad-Ali-Spruch, weißt du. Ich konnte es nicht singen, aber es war perfekt für Ringo. Er konnte sagen: ‚Ich bin der Größte‘ und die Leute würden sich nicht aufregen. Wenn ich dagegen sagen würde: ‚Ich bin der Größte‘, würden sie es alle so ernst nehmen.“
Das nächste Lied, an dem drei Beatles musikalisch beteiligt waren, ist All Those Years Ago und wurde 1981 veröffentlicht.

## Besetzung
- Ringo Starr: Schlagzeug, Gesang
- John Lennon: Klavier, Hintergrundgesang
- George Harrison: Leadgitarre
- Klaus Voormann: Bass
- Billy Preston: Orgel

## Veröffentlichung
- Am 2. November 1973 wurde das Album Ringo von Ringo Starr in den USA veröffentlicht, in Großbritannien erschien das Album am 9. November, auf dem sich I’m the Greatest als Eröffnungslied befindet.
- I’m the Greatest ist auch auf den beiden Best-of-Kompilationsalben Blast from Your Past (1975) und Photograph: The Very Best of Ringo (2007) enthalten.
- Ringo Starr veröffentlichte Liveversionen von I’m the Greatest auf den Alben Ringo Starr and His All Starr Band Volume 2: Live from Montreux (1993) und Ringo Starr: Live at Soundstage (2007).
- Am 2. November 1998 erschien das John-Lennon-Kompilationsalbum John Lennon Anthology, auf dem sich die gesungene Version von Lennon befindet.

## The Ladders
1970 gab Ringo Starr dem Melody Maker nach der Trennung der Beatles ein Interview, in dem er unter anderem sagte: „I’ll be in a group with John and George and Klaus (Voormann) and call it the Ladders or whatever you want to call it, but I don’t think it would be called The Beatles…“ (deutsch: „Ich werde in einer Gruppe mit John und George und Klaus (Voormann) sein und sie die Ladders nennen oder wie auch immer Sie es nennen wollen, aber ich glaube nicht, dass es The Beatles heißen würde ...“). Ob es sich bei dieser Ankündigung um einen Scherz oder um die Besetzung für die Aufnahmen zum Lennon-Album John Lennon/Plastic Ono Band, die allerdings ohne Harrison stattfanden, oder um einen konkreten Plan handelt, ist nicht nachweisbar. Durch die Aufnahme von I’m the Greatest wurde die angekündigte Besetzung der Musikgruppe The Ladders real.
Im Dezember 1970 berichtete ebenfalls der Melody Maker, dass die Beatles einen neuen Bassspieler suchen, der Paul McCartney ersetzten soll. Einer der drei Kandidaten, die erwähnt wurden, ist Klaus Voormann.